# ホミニゼーション

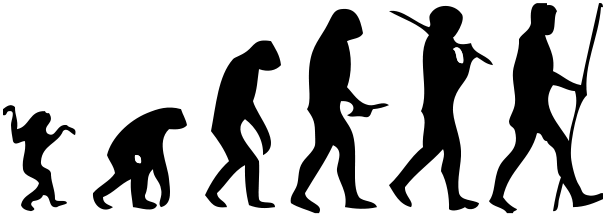
ホミニゼーションの過程

ホミニゼーション（Hominization）とは、人類の進化を論じるさいの用語で、日本語では「ヒト化」ないし「人類化」と訳されることが多い。いわゆる「サルからヒトへ」の進化の過程、または、原始人類から現生人類までの人類進化の過程などを指す。

## 概要
この用語は、ヒトの個体発生すなわち受精卵が発展して個々の人に育っていく過程には用いられず、もっぱら人類の系統発生的過程や猿人から新人までの人類進化の過程などを意味するのに用いられている。江原昭善は、ホミニゼーションの表現でヒトの由来や起源・系統の解明だけではなく、その要因論や成因論まで含むとしている。
ホミニゼーションとは人類進化の全課程を意味しているが、上述の通り、正確には2つの意味を有している。ひとつはヒト科（ホミニーデ）成立に関する諸問題であり、他のひとつはヒト科内での進化に関する諸問題であるとかつては説明されてきた。ホミニゼーションの名はこれに由来するが、ただし今日では、資料の増加により幾度も分類学上の見直しがなされ、人類の系統的発生とした場合、重要になるのは「ヒト亜族」という単位である。また、ホミニゼーションの用語は、狭義には前者を指しており、後者（猿人から新人までの過程）に関しては「サピエンティゼーション（サピエンス化）」の用語をあてた方がよいという指摘がある。
狭義のホミニゼーションに関しては、近年の分子遺伝学の成果によって、ヒトとチンパンジー（ヒト科チンパンジー属）のゲノムの98％以上が相同であり、両者間にはほとんど差がないことが判明している。

## 最古のヒト

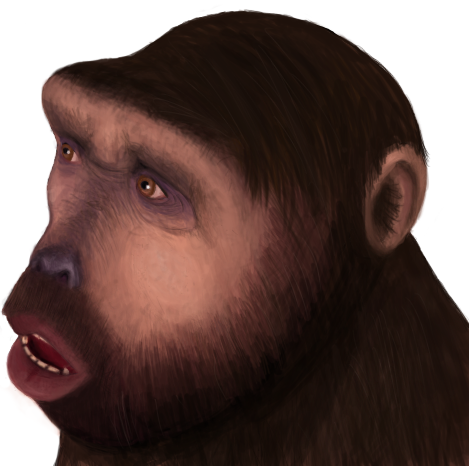
サヘラントロプス（頭部復元）

化石人骨にもとづく最古の確かな人類祖先は、1990年頃まで、300万年前から400万年前の猿人として知られるアウストラロピテクス・アファレンシスであり、当時、DNAの比較からチンパンジーと人類の分岐が400万年前から500万年前ぐらいとされていた。
1992年、エチオピアのアファール盆地にある約440万年前の地層からラミダス猿人が発見されると、その原始的な諸要素から、形態的にはかなり共通祖先に近いだろうとの予測がたち、1995年、新しい属（アルディピテクス属）に分類された。また、チンパンジーとの分岐年代が500万年前であってもおかしくないとされた。
2000年以降になると、ラミダス以上に犬歯が類人猿的な人類の祖先が発見された。オロリン、カダバ（アルディピテクス属）、サヘラントロプス（トゥーマイ猿人）である。いずれも断片的な資料ながら、年代は少なくとも600万年前、場合によっては700万年前までさかのぼると考えられる。
2001年、アフリカ大陸中央部のチャドで発見されたサヘラントロプスは、頭骨のみの出土ながら、600万年前ないし700万年前のものとされ、現在のところ、最古の人類の化石と見なされている。周囲の状況から、水辺の森で生活していたと推定され、人類誕生の地を草原とする従来説は見直しをせまられている。